# Didymodon xanthocarpus
Didymodon xanthocarpus là một loài Rêu trong họ Pottiaceae. Loài này được (Müll. Hal.) Magill mô tả khoa học đầu tiên năm 1979.